# Georg Joseph Kamel
Georg Joseph Kamel (Brno, 21 aprile 1661 – Manila, 2 maggio 1706) è stato un gesuita, missionario e botanico ceco, nato nel Sacro Romano Impero.

## Biografia
Nato in Moravia, (ora nella Repubblica Ceca), è noto anche con il nome di Camellus. Carlo Linneo gli dedicò il genere Camellia. Scrisse Herbarium aliarumque stirpium in insula Luzone Philippinarum (Le erbe e piante medicinali dell'isola di Luzon nelle Filippine), parti della quale furono pubblicate nel 1704 come appendice dell'opera Historia plantarum; species hactenus editas insuper multas noviter inventas & descriptas complectens del botanico britannico John Ray; altre parti nelle Philosophical Transactions of the Royal Society of London.
Fu dapprima inviato alle Isole Marianne nel 1683, e poi trasferito alle Filippine nel 1688, dove aprì la prima farmacia, a Manila, fornendo medicinali gratis ai meno abbienti. L'UNESCO, nel 2006, ha nominato il suo 300º della morte tra gli anniversari importanti nel mondo.